# Стенлі Крамер
Сте́нлі Ерл Кра́мер (англ. Stanley Earl Kramer; *29 вересня 1913, Нью-Йорк, США — †19 лютого 2001, Лос-Анджелес, США) — американський кінорежисер та продюсер.

## Коротка біографія
Стенлі Крамер народився на Манхеттені в Нью-Йорку у єврейській родині. В районі, де він проживав, знаходились бойні та склади, тому за свій бруд та жорстокі норови цей район отримав назву Пекельна кухня. Батьки були розлучені, тому його виростили бабуся з дідусем. У 1933 році Стенлі закінчив Нью-Йоркський університет, і мати, яка працювала на кіностудії Парамаунт, влаштувала його підсобником. Незабаром став клерком, потім асистентом сценариста, редактором, монтажером. У роки Другої світової війни почав сам робити агітаційні антифашистські фільми. Відразу після війни почав працювати самостійно, заснувавши власну фірму.
Протягом всього творчого життя Крамера відрізняла увага до складних проблем життя суспільства. Він знімав фільми про расизм, про воєнні злочини нацистів, про соціальну справедливість, про ядерну катастрофу. При цьому він говорив, що не хотів би, щоб на нього навішували ярлик «проблемного» режисера.

## Фільмографія

### Режисер
1. 1955: Not as a Stranger
2. 1957: «Гордість і пристрасть» (The Pride and the Passion)
3. 1958: The Defiant Ones
4. 1959: «На березі» (On the Beach)
5. 1960: Inherit the Wind
6. 1961: «Нюрнберзький процес» (Judgment at Nuremberg)
7. 1963: «Цей шалений, шалений, шалений, шалений світ» (It's a Mad, Mad, Mad, Mad World)
8. 1965: «Корабель дурнів» (Ship of Fools)
9. 1967: «Вгадай, хто прийде на обід» (Guess Who's Coming to Dinner)
10. 1968: The Secret of Santa Vittoria
11. 1970: R. P. M.
12. 1971: Bless the Beasts and Children
13. 1973: «Оклахома, якою вона є» (Oklahoma Crude)
14. 1977: The Domino Principle
15. 1979: The Runner Stumbles

### Продюсер
1. 1949: Champion
2. 1949: Home of the Brave
3. 1950: «Чоловіки» (The Men)
4. 1950: «Сірано де Бержерак» (Cyrano de Bergerac)
5. 1951: «Смерть комівояжера (фільм)» (Death of a Salesman)
6. 1952: «Рівно опівдні» (High Noon)
7. 1952: «Снайпер» (The Sniper)
8. 1954: The Wild One
9. 1954: «Заколот на „Кейні“» (The Caine Mutiny)
10. 1962: Pressure Point
11. 1963: A Child Is Waiting

## Нагороди
- 1962 — Золотий глобус за найкращу режисуру (Нюрнберзький процес)
- 1973 — Золотий приз Московського кінофестивалю за фільм (Оклахома, як вона є)